# Maurilio di Angers
Maurilio di Angers (Milano, ... – Angers, 13 settembre 453) fu vescovo di Angers (Francia) di origine italiana, ed è venerato come santo dalla chiesa cattolica.

## Biografia
La sua biografia è stata scritta agli inizi del VII secolo da un suo successore sulla cattedra di Angers, san Magnobodo. Questo testo risulta poco attendibile da un punto di vista storico, soprattutto per la presenza di evidenti anacronismi, come, per esempio, la sua consacrazione a vescovo nel 423 per opera di san Martino di Tours, il quale tuttavia era già morto da alcuni decenni.
Venne seppellito in una chiesa originariamente dedicata alla Vergine Maria, che da quel momento venne intitolata al suo nome.

## Culto
Nel 1239 i resti vennero collocati in una nuova urna, ma poi andarono dispersi nel 1791, quando la chiesa venne demolita. Se ne ritrovarono solo piccole parti, ora custodite nella cattedrale di Angers.
La memoria liturgica ricorre il 13 settembre.